# Église Saint-Nicolas de Clairefontaine-en-Yvelines
Pour les articles homonymes, voir Église Saint-Nicolas.
L'église Saint-Nicolas est un lieu de culte catholique se trouvant route de la Celle à Clairefontaine-en-Yvelines.

## Historique

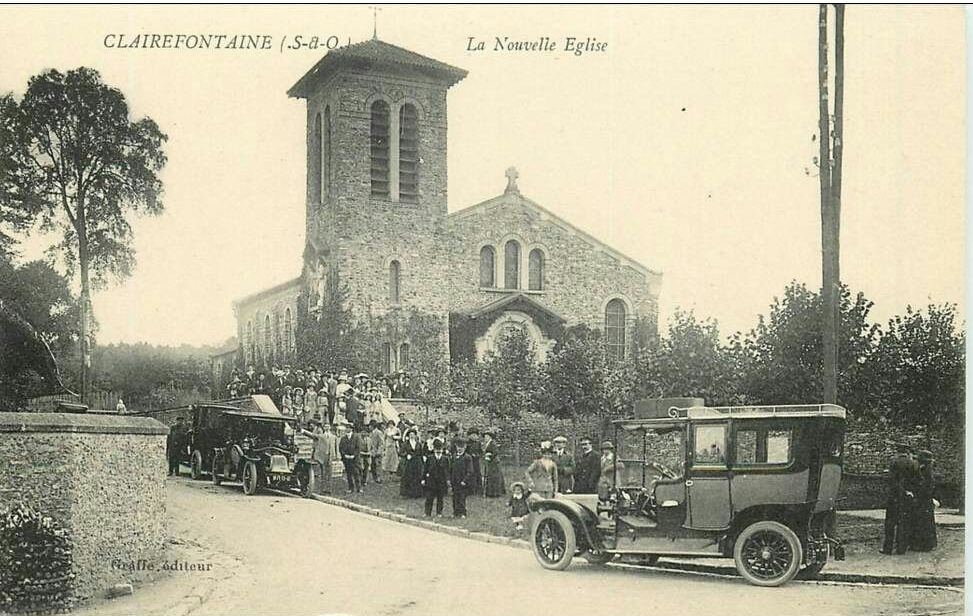
Sortie de messe à Clairefontaine.

Cette église est la fille de l'église de l'ancienne abbaye Notre-Dame-de-Clairefontaine.
On y transféra la plupart des pierres tombales et divers mobiliers de l’ancienne église.

## Description
Elle contient une statue de la Vierge à l'Enfant, don d'Anne de Rochechouart de Mortemart, duchesse d'Uzès,.